# Holopogon binotatus
Holopogon binotatus är en tvåvingeart som beskrevs av Friedrich Hermann Loew 1870. Holopogon binotatus ingår i släktet Holopogon och familjen rovflugor. Inga underarter finns listade i Catalogue of Life.